# St. Kilda
St. Kilda, eller Saint Kilda (skotsk gaeliska: Hiort), är en skotsk ögrupp i Nordatlanten, 66 km väster om Yttre Hebriderna. Bara ön Rockall är längre bort ifrån skotska fastlandet. Hela gruppen (8,55 km²) ägs av National Trust for Scotland, och är ett av Skottlands fem världsarv. De andra är Edinburgh, Limes (Antoninus mur), New Lanark och Skara Brae.
Man tror att namnet St. Kilda kommer ifrån urnordiska skildir (sköldar).
Där finns sju öar i gruppen: Hirta, Soay, Boreray, Dùn, Levenish, Stac Lee och Stac an Armin. Öarna beboddes tidigare av ett antal invånare i byn Bàgh a' Bhaile (gaeliska) på Hirta. Befolkningen talade skotsk gaeliska. År 1930 lämnade dock de sista invånarna ön och evakuerades på egen begäran till skotska fastlandet.